# Lucius Lucceius
Lucius Lucceius (Kr. e. 1. század) római államférfi, író.
Cicero barátja volt, akinek nem sikerült kibékítenie őt Pomponius Atticusszal, aki meggyőződése szerint nagyon megsértette. Noha Cicero támogatta és Julius Caesar ajánlotta, mégsem sikerült elnyernie a consuli tisztet Kr. e. 61-ben. Ezután sokáig a tudományokkal foglalkozott, megírta a szövetséges, valamint az első polgárháború történetét, s készült arra is, hogy kora történelmét is elkészítse, amire nagyon ösztönözte Cicero, aki feltehetően anyagokat is adott neki e munkájához. Cicero nagyon becsülte, s magasztalta igazságszerető, kifogástalan jellemét. A polgárháború idején határozottan Pompeius hívének bizonyult. Ennek halála után Caesar engedelmével Romában maradhatott s továbbra is barátságban élt Ciceróval, de a Cicero sürgette művet nem fejezte be. Említik azonban Catilina elleni beszédeit. Ciceroval sokat levelezett.